# Трес
Трес (італ. Tres) — колишній муніципалітет в Італії, у регіоні Трентіно-Альто-Адідже,  провінція Тренто. У 2015 році муніципалітет об'єднали разом з муніципалітетами Змарано, Таїо, Коредо і Верво, у єдиний муніципалітет Предайя.
Трес був розташований на відстані близько 510 км на північ від Рима, 28 км на північ від Тренто.

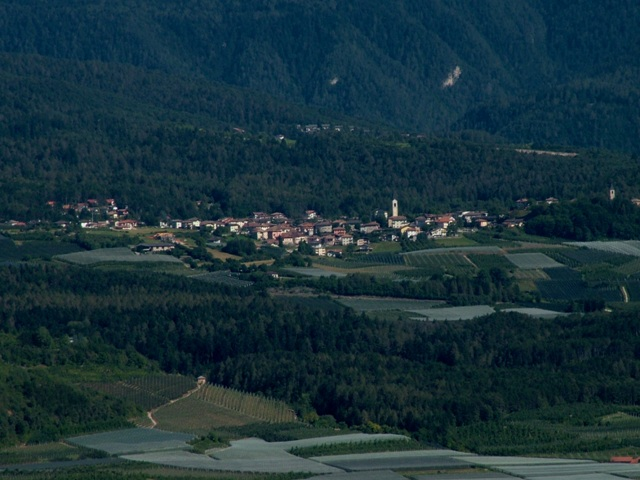

Населення — 729 осіб (2012).

## Демографія
Населення за роками:

Станом на 31 грудня 2010 року в муніципалітеті офіційно проживало 40 іноземців з 9 країн, серед них 14 громадян країн Євросоюзу та 4 громадяни України.

## Сусідні муніципалітети
- Коредо
- Кортачча-сулла-Страда-дель-Віно
- Сфруц
- Змарано
- Таїо
- Верво